# Walentaite
La walentaite è un minerale.